# ナメラダイモンジソウ
ナメラダイモンジソウ（滑大文字草、学名: Saxifraga fortunei Hook.f. var. suwoensis Nakai）は、ユキノシタ科ユキノシタ属に分類される多年草の1種である。広義のダイモンジソウの変種のひとつ。和名は花弁の形が『大』の文字であり、採集された山口県山口市の滑（なめら）山に由来する。

## 特徴
草丈は高さ5-40 cm。根茎は短く、走出枝をつくらない。葉は根生し、腎円形で長さ3-10 cm、基部は心形、なかほどまで拳状に5-7裂し、裂片はふつう倒卵形であらい鋸歯があり、両面に毛が生え、葉柄は長さ3-20 cm。托葉は膜質で縁は毛状に裂ける。花茎をだし、円錐花序に白色の花をつけ、花柄にまばらに短腺毛がある。花弁は5個、上の3個は小さく長さ3-4 mm、下の2個は長さ6-15 mmで、垂れ下がる。雄蕊は10個、葯は橙色。花期は7-10月。果実は蒴果。種子は紡錘形で平滑。

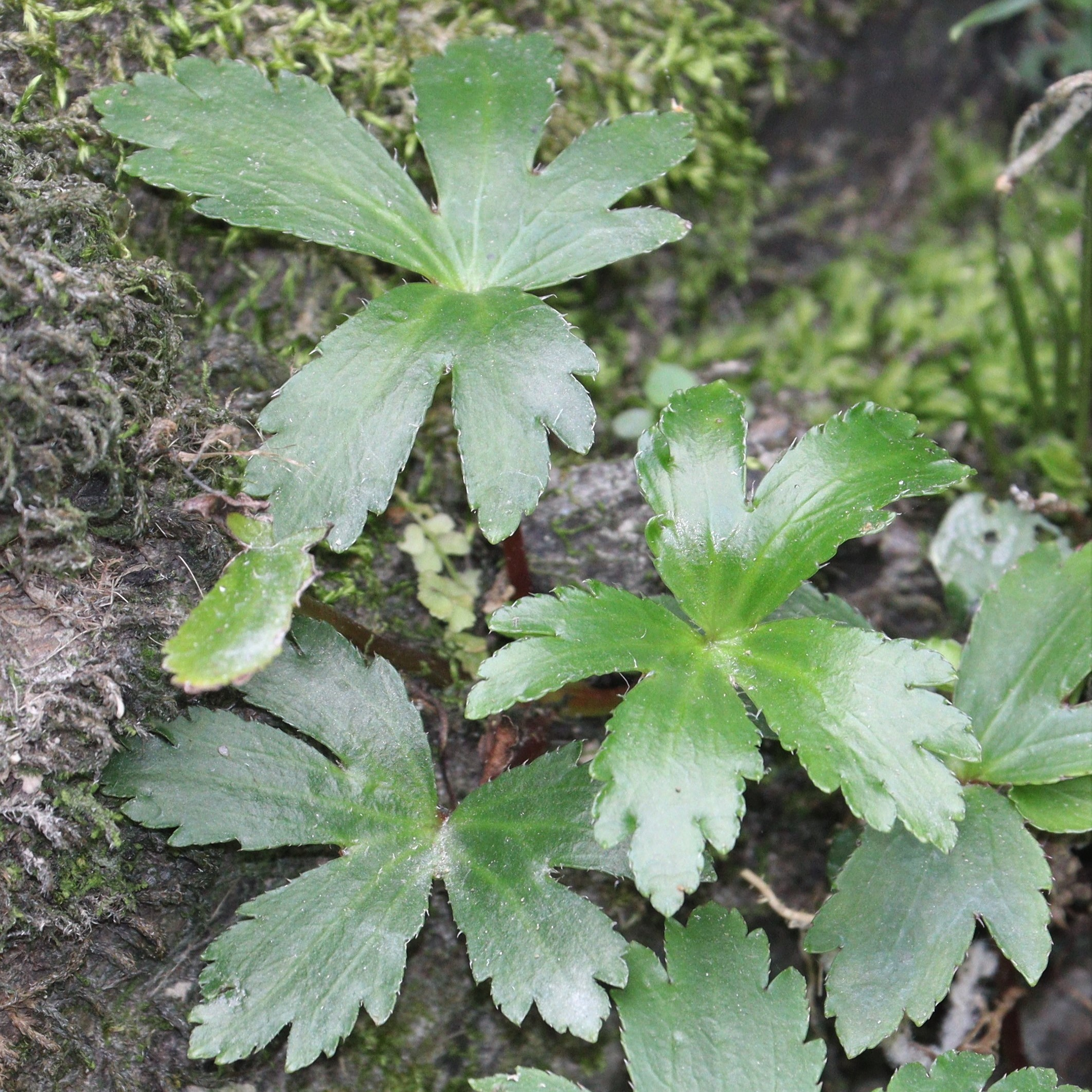
葉は腎円形で、なかほどまで拳状に5-7裂し、葉柄は長い
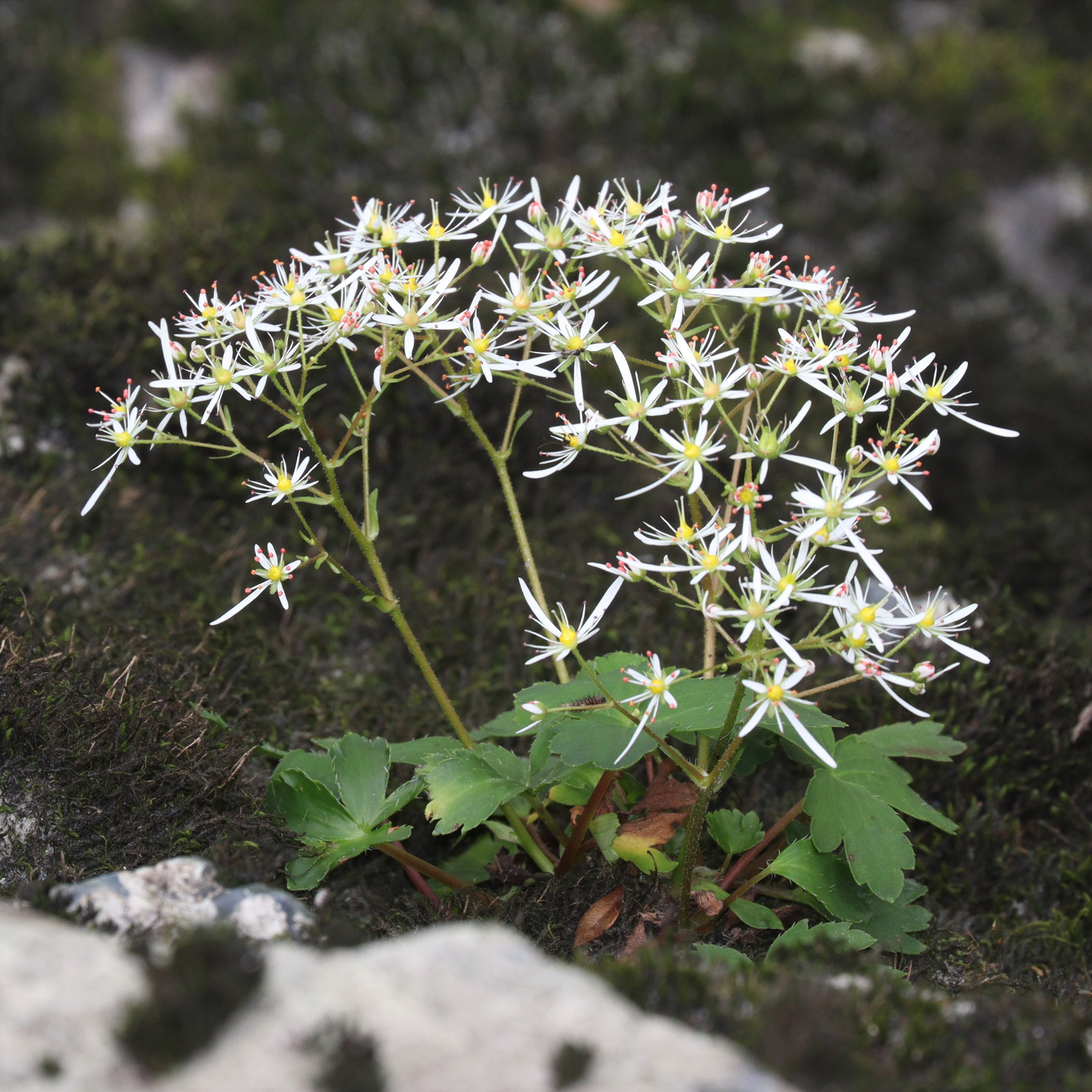
葉は根生し、花茎をだし、円錐花序
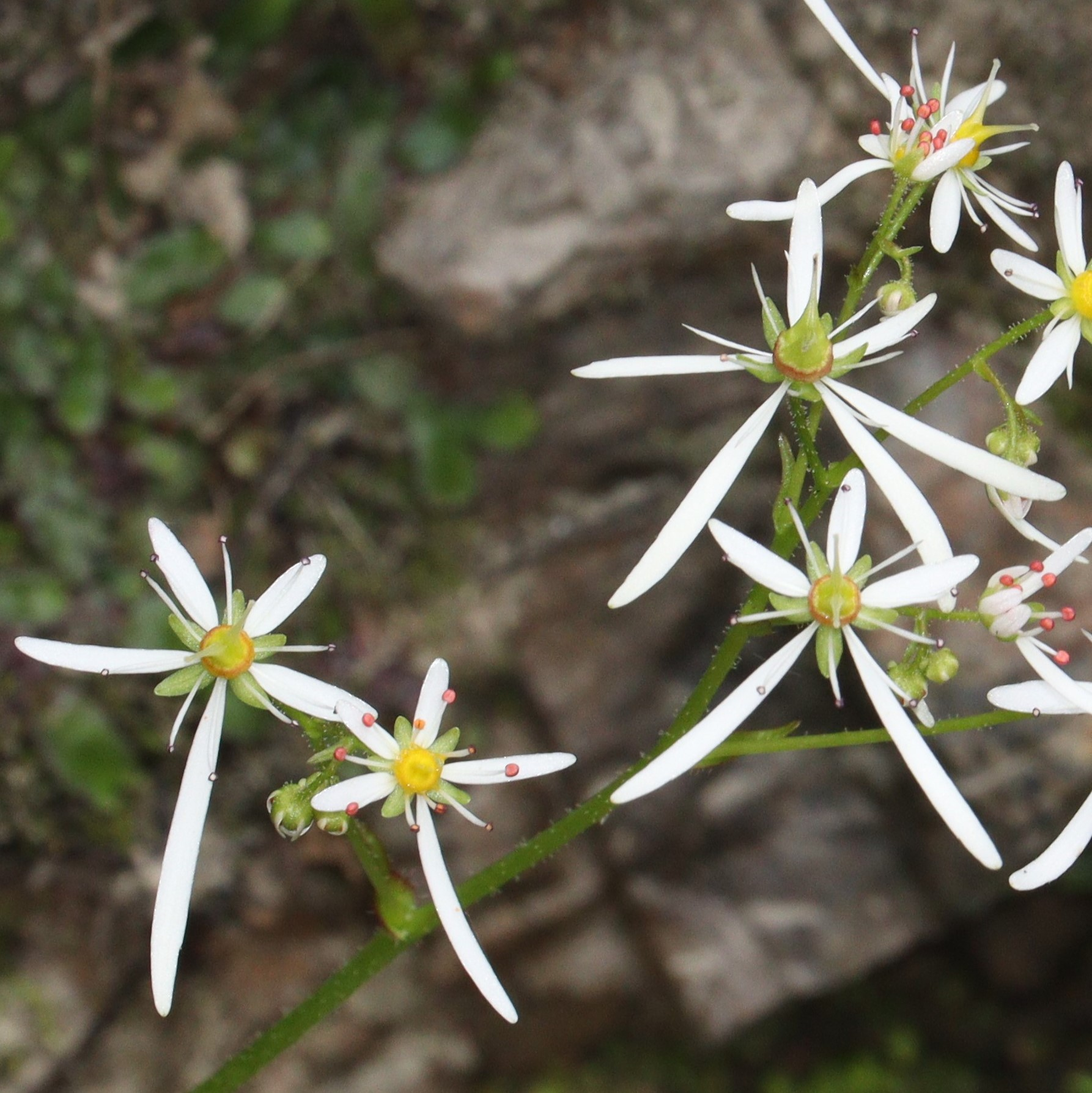
白い花弁は『大』の文字の形状、上の3個は小さく、下の2個は細長く垂れ下がる。雄蕊は10個、葯は橙色。

## 分布と生育環境

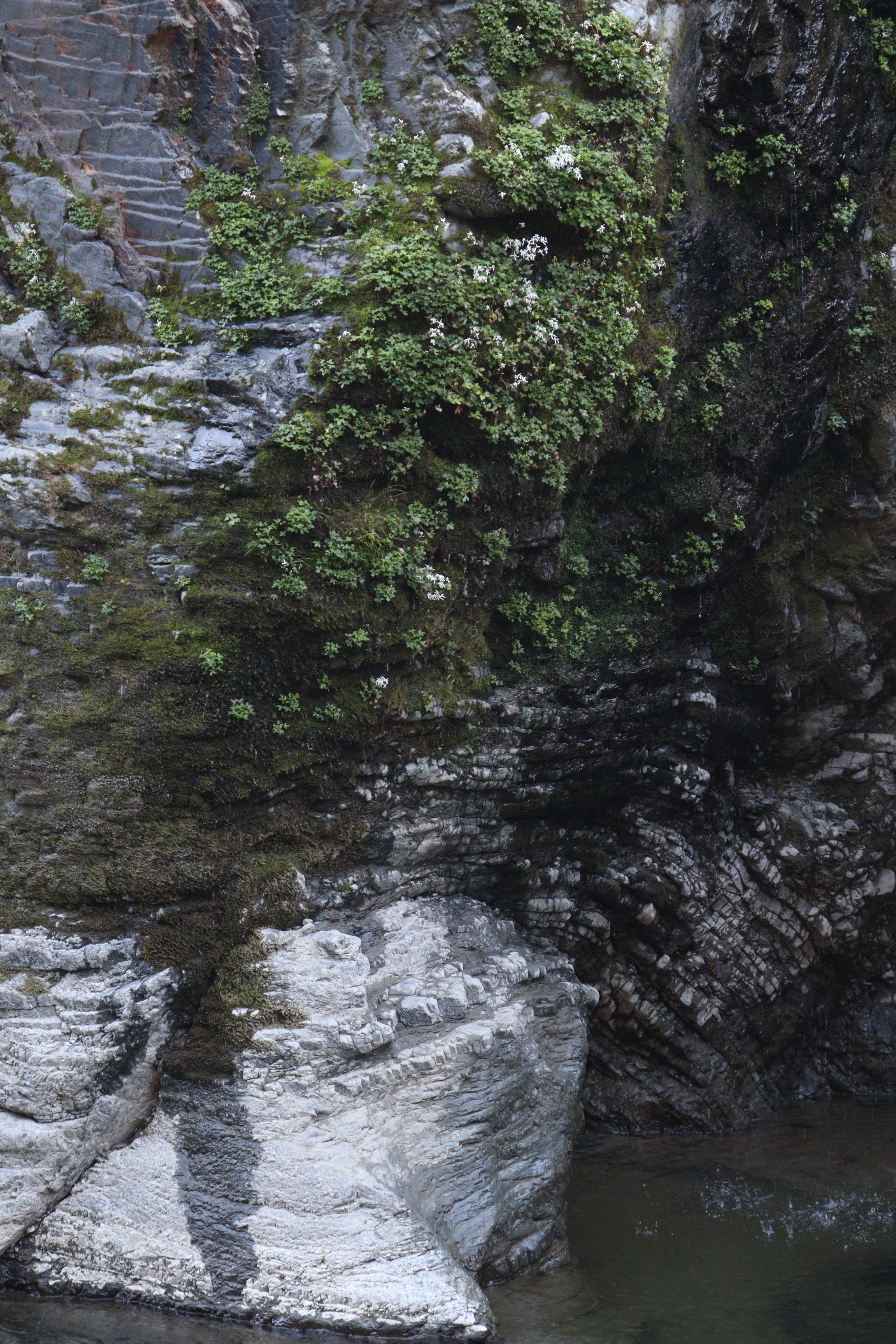
増水時に流水に浸かるような川岸の岩壁に群生するナメラダイモンジソウ

日本の固有変種。本州（中部地方以西）と九州に分布する。愛知県が分布の東限。
山地の湿気の富む岩上などに生育する。増水時に流水に浸かるような岩上に群生することがある。花崗岩地帯のもは矮小で、古生層地帯のものは大形になる傾向がある。

## 和名の混同
1939年に、原寛は『大日本植物誌（ユキノシタ科）』（三省堂）で本変種をカエデダイモンジソウと考えて、Saxifraga fortunei Hook.f. var. partita (Makino) Nakaiの学名をあてた。1953年と1975年に、大井次三郎は『日本植物誌』（至文堂）で本変種をカエデダイモンジソウとして記載、図示していた。1953年に、中井猛之進は本種を和名、ナメラダイモンジソウ、学名：Saxifraga fortunei Hook.f. var. suwoensis Nakaiとして報告している。この基準標本は、当時の山口県阿武郡（現在の山口市）の滑（なめら）山で採集されたもので、国立科学博物館に収められている。1961年に、北村四郎、村田源は『原色日本植物図鑑 草木編（Ⅱ）』（保育社）で本種をカエデダイモンジソウとして記載、図示していた。このように本変種はしばしば誤ってカエデダイモンジソウと呼ばれていた。現在は、カエデダイモンジソウは、エチゼンダイモンジソウ（越前大文字草、学名：Saxifraga acerifolia Wakab. et Satomi）の別名とされている。

## ダイモンジソウとの識別ポイント
類似するダイモンジソウ（大文字草、学名：Saxifraga fortunei Hook.f. var. alpina (Matsum. et Nakai) Nakai）、
シノニム：Saxifraga fortunei Hook.f. var. incisolobata (Engl. et Irmsch.) Nakai）との識別ポイントを下表に示す。本種の葉がなかほどまで5-7裂するのに対して、ダイモンジソウは浅く5-17裂する。
| 和名 学名                                       | 葉の画像                                                            | 識別のポイント                                                                                      |
| ----------------------------------------------- | ------------------------------------------------------------------- | --------------------------------------------------------------------------------------------------- |
| ナメラダイモンジソウ S. fortunei var. suwoensis | ナメラダイモンジソウの葉、岐阜県美濃地方にて、2021年10月19日撮影    | 葉はなかほどまで拳状に5-7裂する 分布域：本州（中部地方以西）と九州                                  |
| ダイモンジソウ S. fortunei var. alpina          | ダイモンジソウの葉、伊吹山（岐阜県揖斐川町）にて、2014年9月13日撮影 | 葉は浅く5-17裂する 分布域：ウスリー、樺太、南千島、中国、朝鮮半島、日本（北海道、本州、四国、九州） |

## 種の保全状況評価
日本では環境省による国レベルのレッドリストの指定を受けていないが、以下の都道府県でレッドリストの指定を受けている。園芸目的の採集、林道工事や治山工事などにより、絶滅が危惧されている。
- 絶滅危惧IA類（CR） - 福岡県[17]、熊本県[18]
- 絶滅危惧IB類（EN） - 三重県[8]、大分県[19]
- 準絶滅危惧（NT） - 長野県[20]、愛知県[6]、佐賀県[21]
- 分布上重要種 - 滋賀県